# Little Wild One
Little Wild One är det sjunde studioalbumet av Joan Osborne. Albumet släpptes 9 september 2008 och producerades av Rick Chertoff, Rob Hyman och Eric Bazilian.

## Låtlista
1. "Hallelujah In The City" (J. Osborne, R. Hyman, E. Bazilian, R. Chertoff) - 4:15
2. "Sweeter Than The Rest" (J. Osborne, R. Hyman, E. Bazilian, R. Chertoff) - 4:07
3. "Cathedral" (J. Clifford) - 4:16
4. "Little Wild One" (J. Osborne, R. Hyman, E. Bazilian) - 3:30
5. "Rodeo" (J. Osborne, R. Hyman, D. Forman, R. Chertoff, E. Bazilian) - 2:39
6. "To The One I Love" (J. Osborne, R. Hyman, E. Bazilian, R. Chertoff) - 4:23
7. "Daddy-O" (R. Hyman, D. Forman, R. Chertoff, E. Bazilian) - 3:26
8. "Meet You In The Middle" (J. Osborne) - 3.45
9. "Can't Say No" (J. Osborne, R. Hyman, E. Bazilian, R. Chertoff) - 4:47
10. "Light Of This World" (Rev G. Davis, J. Osborne) - 3:57
11. "Bury Me On The Battery" (J. Osborne, R. Hyman) - 3:03

## Listplaceringar
| Lista (2008)       | Topplacering |
| ------------------ | ------------ |
| USA, Billboard 200 | 193          |